# Abzac (Charente)
Abzac is een gemeente in het Franse departement Charente (regio Nouvelle-Aquitaine) en telt 498 inwoners (2004). De plaats maakt deel uit van het arrondissement Confolens.

## Geografie

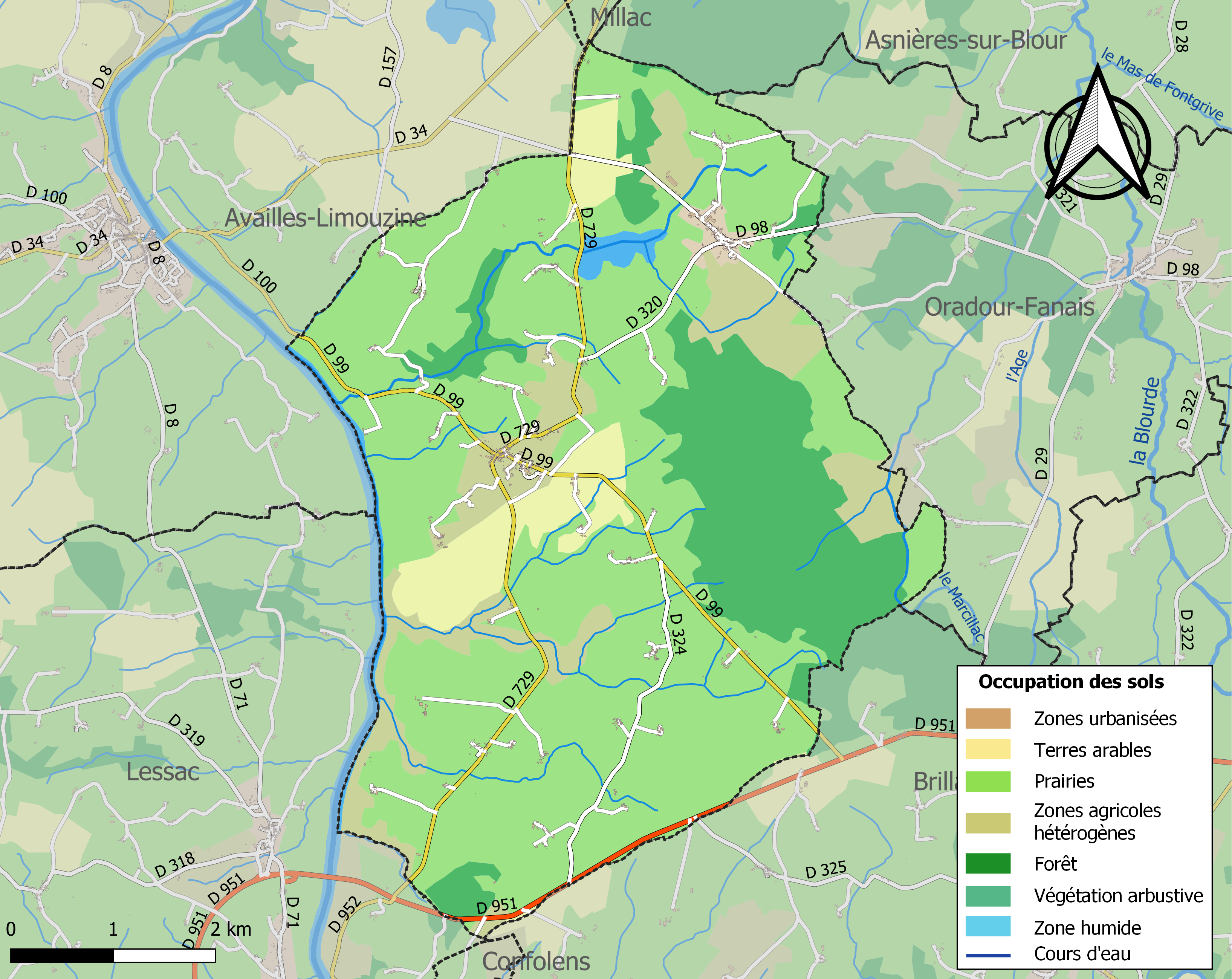
Kaart van de gemeente met de belangrijkste infrastructuur, bodemgebruik en omliggende gemeenten

De oppervlakte van Abzac bedraagt 32,7 km², de bevolkingsdichtheid is 15,2 inwoners per km².

## Demografie
Onderstaande figuur toont het verloop van het inwonertal (bron: INSEE-tellingen).

Vanwege een beveiligingsprobleem met de MediaWiki Graph-software is het momenteel niet mogelijk deze grafiek weer te geven. Zodra de software is bijgewerkt zal de grafiek vanzelf weer zichtbaar worden.